# Михайлов Олександр Іванович
Михайлов Олександр Іванович — український радянський артист, відомий за виступами у Київському театрі оперети (1955–1982). Заслужений артист УРСР (1969).

## Загальні відомості
Майбутній провідний актор Київського театру оперети Олександр Іванович Михайлов навчався в Харківському суворовському училищі, розташованому у м. Чугуєві. Училище, створене в 1943 році, в 1947 році було переведене в Київ. Відомо, що перший випуск суворовців відбувся в 1948 році.
Юний сержант Михайлов працював у Київському суворовському училищі, де керував гуртком солістів. Його учні з теплотою згадували свого вчителя за простоту, веселість і справедливість.
Згодом він вступає до Київської консерваторії, а в 1955 році стає актором Київського театру оперети, в якому тоді почала свою кар'єру ціла плеяда талановитих молодих акторів, що з часом стали визнаними майстрами сцени: Д. Шевцов, К. Мамикіна, В. Борисенко та ін.
Олександр Михайлов був одним з провідних солістів театру. Високу оцінку його виконавській майстерності дав легендарний співак І. С. Козловський: «В його баритоні нема плакучих сплесків, „повітряних ям“. Спів Михайлова залишає враження завершеності та правильності музичної фрази. Гарний тембр рівного в усьому „робочому“ діапазоні голосу».
Творча діяльність О. Михайлова у Київському театрі оперети тривала до 1982 року.
Олександр Михайлов також відомий як виконавець популярних пісень на армійську тематику. Ще 1949 року він став дипломантом Всесвітнього фестивалю молоді у Будапешті. Часто виступав у Київському будинку офіцерів, у військових гарнізонах. Свого часу йому було доручено очолити бригаду київських артистів, які виступали перед військовими Групи радянських військ у Німеччині. Як співак він дав понад сто концертів.

## Ролі
Баритон Олександр Михайлов виконував партії у таких спектаклях як:
- «Весілля в Малинівці» О. Рябова (Назар Дума)
- «Черевички» П. Чайковського (Коваль Вакула)
- «На світанку» О. Сандлера (Матрос Іван)
- «Каштани Києва» О. Сандлера
- «Весілля Кречинського» за мотивами п'єси О. Сухово-Кобиліна
- «Гончарський бал» у постановці чеського режисера Яна Шилана та режисера Д. Шевцова, підготовленого в Київському театрі оперети до Всесоюзного фестивалю драматичних і музичних творів чехословацьких авторів.[4]